# Glos-sur-Risle
Glos-sur-Risle é uma comuna francesa na região administrativa da Normandia, no departamento de Eure. Estende-se por uma área de 7,37 km². Em 2010 a comuna tinha 610 habitantes (densidade: 82,8 hab./km²).